# Porcellidium sarsi
Porcellidium sarsi är en kräftdjursart som beskrevs av Bocquet 1948. Porcellidium sarsi ingår i släktet Porcellidium och familjen Porcellidiidae. Arten är reproducerande i Sverige. Inga underarter finns listade i Catalogue of Life.